# Autorretrato en un espejo convexo
Autorretrato en un espejo convexo (c. 1524) es una pintura del artista italiano Parmigianino. Se conserva en el Kunsthistorisches Museum de Viena, Austria y es una de las obras más representativas del Manierismo.

## Historia
El trabajo es mencionado por Giorgio Vasari, que lo cataloga como una de las tres pinturas de pequeño tamaño que el artista trajo a Roma con él en 1525. Vasari relata que el autorretrato fue creado por Parmigianino como un ejemplo para exhibir su talento a potenciales clientes.
El retrato fue donado al papa Clemente VII, y más tarde al escritor Pietro Aretino, en cuya casa lo vio el mismo Vasari, entonces todavía un niño. Fue más tarde adquirido por el escultor de Vicenza Valerio Belli y, después de su muerte en 1546, pasó a su hijo Elio. Por intercesión de Andrea Palladio, el trabajo, entonces ya famoso, pasó en 1560 al escultor veneciano Alessandro Vittoria, que lo legó al emperador Rodolfo II. Llegó a Praga en 1608, y más tarde formaría parte de las colecciones imperiales de los Habsburgo en Viena (1777), aunque incorrectamente atribuido a Correggio.

## Descripción
La pintura describe al joven artista (entonces tenía veintiún años y aparenta todavía más joven) en medio de una habitación, distorsionada por el uso de un espejo convexo. La mano en primer plano se apoya en la misma mesa ante este y está muy alargada y distorsionada imitando el efecto del espejo. Tiene un anillo de oro en el dedo meñique y el blanco del puño de la camisa plisada de batista está pintado con pinceladas seguras y rápidas, al igual que el curioso manto invernal de piel del que emerge, propio del valle del Po natal del artista. El cabello pulcramente peinado con raya en medio. No se ven muebles, síntoma de cierta austeridad, pero sí el artesonado del techo y la ventana "enmarcada", es decir, podía cubrirse en tres cuartas partes por una tela para protegerse del frío pero filtrar la luz, como corresponde al estudio de un pintor. El trabajo fue pintado sobre una tabla convexa especialmente preparada para imitar la curva del espejo utilizado.
En los estudios sobre el Manierismo, el Autorretrato sobre un espejo convexo se ha convertido en una especie de emblema de esa época del arte, debido a su uso de la visión anamórfica. Varias lecturas, a veces extrañas, llegaron a proponerse a raíz de su fama y el conocido interés del artista por la alquimia. En particular, Fagiolo dell'Arco en 1970 vio en él una representación alquímica, con la redondez de la tabla representando la  prima materia, el espejo el experimento alquímico y la expresión del retratado como "melancólica", el carácter atribuido a los alquimistas. Actualmente, tales interpretaciones son consideradas demasiado sutiles, confirmando la descripción de Vasari de una simple exhibición virtuosa para una presentación en la competitiva corte papal.